# Keep the Faith (album de Black Oak Arkansas)
Albums de Black Oak Arkansas
Black Oak Arkansas
(1971) If an Angel Came to See You, Would You Make Her Feel at Home?
(1972)
Singles
1. Keep the Faith
Sortie : janvier 1972

Keep The Faith est le 2e album du groupe de rock américain Black Oak Arkansas. Il est sorti en janvier 1972 sur le label Atco, une filiale d'Atlantic Records et a été produit par le groupe et Doc Siegel.

## Historique
L'album a été enregistré live au studio The Village Recorder de Los Angeles à l'exception de Fever In My Mind qui fut enregistré aux Studios Criteria de Miami en Floride. L'ingénieur du son était Tom Dowd qui finira par être leur producteur.
Le nom complet de cet album est d'ailleurs Keep The Faith - The Teaching Of Black Oak Arkansas, et sur la pochette on peut voir le livre rangé aux côtés de la Bible, du Bhagavad Gita, du Siddhartha de Herman Hesse et du Teaching Of Buddah.
Il se classa à la 103e place du Billboard 200 aux États-Unis.
À ne pas confondre avec l'album du groupe intitulé Keep the Faith Live qui sortit en 2001.

## Liste des titres
Toutes les chansons ont été composées par Black Oak Arkansas.
| 1. | Keep The Faith                  | 3:10 |
| 2. | Revolutionary All American Boys | 3:34 |
| 3. | Feet On Earth, Head In The Sky  | 4:14 |
| 4. | Fever In My Mind                | 2:49 |
| 5. | The Big One's Still Coming      | 4:00 |

| 6. | White-Headed Woman                | 4:57 |
| 7. | We Live On Day Today              | 5:16 |
| 8. | Short Life Line                   | 4:51 |
| 9. | Don't Confuse What You Don't Know | 4:45 |

## Composition du groupe pour L'enregistrement
- Jim Dandy Mangrum "Dandy" : chant, planche à laver.
- Rickie Reynolds "Ricochet" : guitare rythmique 12 cordes, chœurs.
- Pat Daugherty "Dirty" : guitare basse, chœurs.
- Harvey Jett "Burley" : guitare solo, banjo, piano, chœurs.
- Stanley Knight "Goober" : guitare solo, steel guitare, orgue, chœurs.
- Wayne Evans "Squeezebox" : batterie, percussions.

## Charts
| Pays       | Durée du classement | Meilleur classement |
| ---------- | ------------------- | ------------------- |
| États-Unis | 10 semaines         | 103e                |